# CED

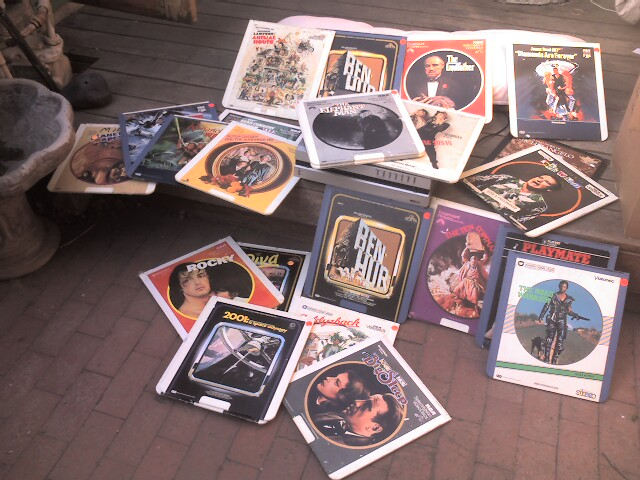
Reproductor junto a una colección de películas en formato CED

El Disco de Capacitancia Electrónica (CED por sus siglas en inglés Capacitance Electronic Disc) fue un sistema de reproducción de video desarrollado por la RCA, en el que video y audio podían ser reproducidos en un televisor usando una aguja especial analógica y un sistema de surcos muy densos similares a los de un disco de vinilo.
Concebido en 1964, el sistema CED fue ampliamente visto como una proeza tecnológica capaz de incrementar la densidad de un disco LP de vinilo. A pesar de este logro, no tuvo éxito, siendo víctima de una pobre planificación, de conflictos internos en la RCA, y de dificultades técnicas que retrasaron la producción del sistema durante 17 años (hasta 1981), momento en el que se vio superado por la aparición de los formatos de videocasete Betamax, VHS y Laserdisc Y más adelante por el CD , DVD, y Blu-ray Las ventas del sistema distaron mucho de las estimaciones previstas, y hacia 1986, RCA había cancelado el proyecto, perdiendo unos 600 millones de dólares en el proceso.
El formato fue comúnmente conocido como "videodisco", llevando a confusiones con el formato Laserdisc, ambos mutuamente incompatibles entre sí. 
Para comercializar el CED, RCA utilizó el nombre "SelectaVision", marca también usada por algunas de las primeras producciones en cartuchos de video de la compañía. El sistema Video High Density es similar al CED.

## Historia

### Comienzos y lanzamiento
RCA comenzó la investigación del videodisco en un intento por producir un método de reproducción de video similar al fonógrafo. La investigación y desarrollo fue lenta en los primeros años, pues el equipo original de investigadores estaba formado por tan solo cuatro personas, pero en 1972, el equipo del CED en RCA produjo un disco capaz de retener diez minutos de video a color (una porción de un episodio de Superagente 86).
Los primeros prototipos de discos CED fueron multi-capa, utilizando un substrato de níquel dentro del disco. Sin embargo, los fallos prematuros de los discos multicapa (usualmente producidos por la alteración de la separación de las capas, que causaba daños al reproductor al leer los discos en tales condiciones), forzó a RCA a buscar soluciones al problema o al uso de materiales alternativos para fabricar los discos.
El disco final utilizó PVC mezclado con carbón para obtener la necesaria conductividad eléctrica. Para preservar la aguja lectora y la vida del surco, una delgada capa de silicona era aplicada al disco como lubricante
Los videodiscos CED fueron originalmente pensados para ser manejados directamente con las manos, pero durante las pruebas, se observó que la gente tocaba de forma accidental la superficie grabada del disco, causando degradación de la señal en el área tocada. Así pues, se desarrolló una idea que consistió en que el disco era almacenado y manejado en un estuche, del que el disco CED podía ser extraído por el reproductor.
Después de diecisiete años de investigación y desarrollo, el primer reproductor CED (modelo SFT100W) fue lanzado al mercado en marzo de 1981. Un catálogo de aproximadamente cincuenta títulos fue lanzado al mismo tiempo. Quince meses más tarde, RCA lanzó los reproductores SGT200 y SGT250, ambos con sonido estéreo. Los modelos con control remoto y acceso seleccionable llegaron al público en primavera y otoño de 1983 respectivamente.

### Desaparición
Diversos problemas condenaron al nuevo sistema CED prácticamente desde el principio. Desde el comienzo de su desarrollo, estaba claro que los videocasetes (con mayor capacidad de almacenamiento y posibilidad de grabar) podían representar una amenaza para el sistema CED. Sin embargo, su desarrollo siguió adelante, pues desechar todo el trabajo realizado le habría costado a la compañía millones de dólares. Una vez puesto en el mercado, las ventas del nuevo sistema CED fueron lentas: RCA esperaba vender 200.000 reproductores a principios de 1982, pero solamente 100.000 habían sido vendidos, y para 1982 y 1983, las ventas no mejoraron mucho.
El largo periodo de desarrollo (causado en parte por problemas en la política de la empresa y por el asunto del gran cambio de personal en los altos mandos de RCA) también contribuyó a la desaparición del sistema CED. RCA había programado originalmente la salida del videodisco para 1977. Sin embargo, los discos no eran capaces de retener más de treinta minutos de video por cara, y los materiales usados por RCA para hacer los discos no eran lo suficientemente robustos como para poder manejarlos normalmente. Otro asunto era la degradación de la señal, pues el manejo de los discos estaba causándoles un desconcertante deterioro, más veloz de lo que los ingenieros esperaban.
RCA tenía la esperanza en 1981 de que los reproductores CED estuvieran en cerca del 50% de los hogares estadounidenses, pero las ventas continuaron cayendo en picado. La compañía intentó remediar la situación bajando los precios de los reproductores CED y ofreció incentivos especiales a los consumidores, pero las ventas no se recuperaron, y para 1984, los ejecutivos se dieron cuenta de que el sistema no sería tan exitoso como se proyectaba y cancelaron la producción de los reproductores de CED. En un extraño giro, las ventas de los propios Videodiscos fueron del doble de lo planeado, así que RCA anunció que los videodiscos serían producidos por al menos otros tres años después de cancelar la fabricación de los reproductores. Después de este anuncio, las ventas de los discos disminuyeron severamente, causando que se abandonara la producción de los discos después de tan solo dos años.
Los últimos títulos lanzados fueron La joya del Nilo de CBS/Fox Video, y Memories of VideoDisc (Memorias de Videodisco), un CED conmemorativo que la RCA dio a muchos de los empleados envueltos con el proyecto CED; ambos en 1986.

## Funcionamiento

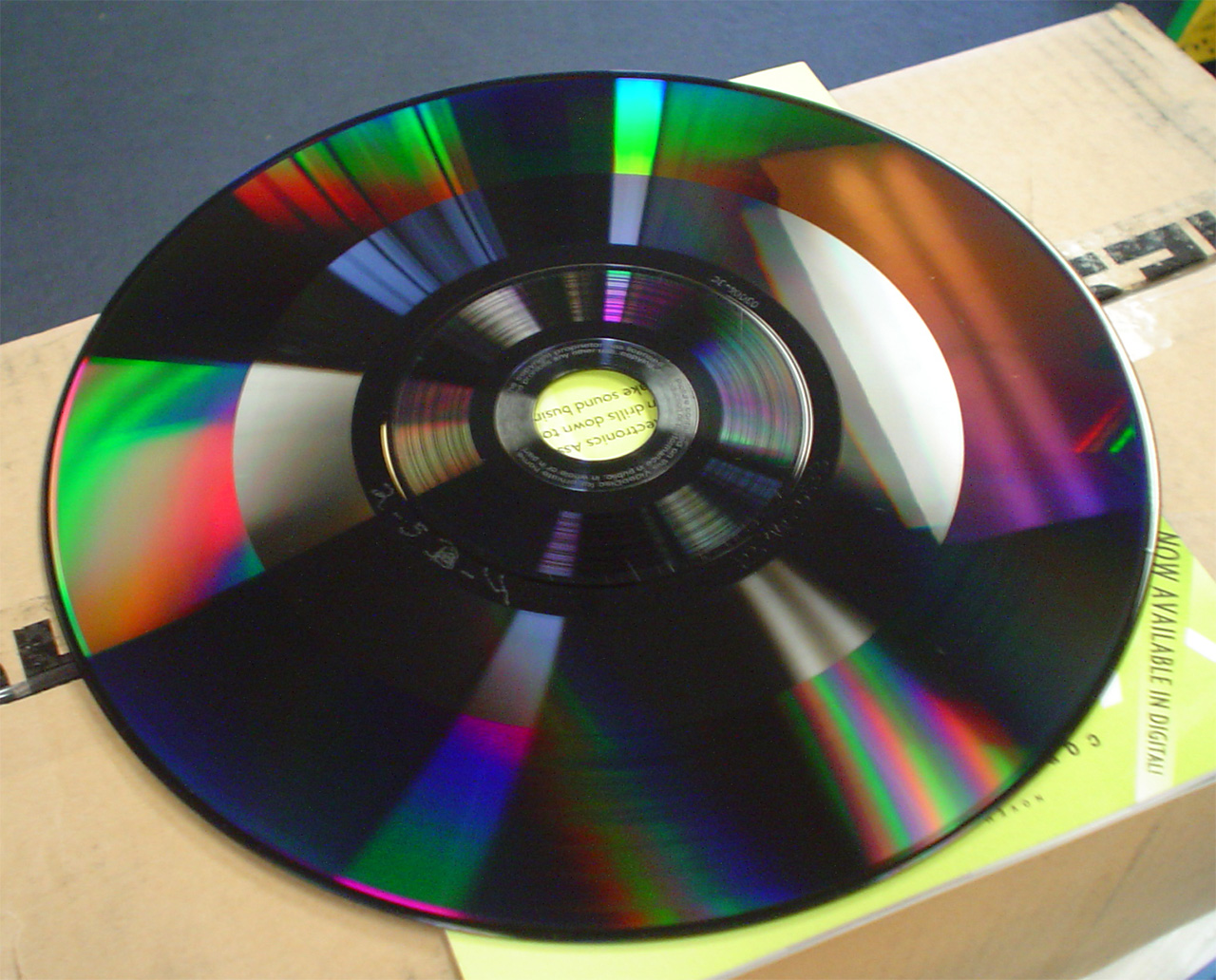
Disco CED sin cobertura de protección

Los CED son discos conductivos de vinilo de 30 cm, con un surco en espiral por ambas caras. Los discos giran a 450 rpm para el sistema de televisión NTSC (500 rpm para el sistema PAL). A diferencia de los discos láser, los CED se reproducen a una velocidad angular constante. Así, cada revolución contiene cuatro imágenes completas (NTSC, tres para PAL). Esto significaba que la imagen congelada era imposible de lograr sin un dispositivo electrónico que almacenara la información necesaria.
Una aguja en forma de quilla con un electrodo de titanio en capa recorre el surco del disco con extrema ligereza, formándose un circuito electrónico a través del disco y de la aguja. Las señales de audio y video son almacenadas en los discos en modo analógico compuesto, codificada en ondulaciones verticales del fondo del surco similares a pozos microscópicos. Estas ondulaciones tienen una longitud de onda más corta que la longitud de la punta de la aguja en el surco. Cuando la aguja las recorre, las variaciones de la cantidad de aire entre la punta de la aguja y las ondulaciones en el surco controlan la capacitancia entre la aguja y el disco conductivo de carbón y vinilo. Estas variaciones de capacitancia alteran la frecuencia de un circuito resonador, produciendo una señal eléctrica modulada en FM, que entonces es demodulada en señales de audio y video por la circuitería del reproductor.
El sistema capacitivo del pick-up del cual el CED toma su nombre puede ser contrastado con la tecnología del disco de vinilo tradicional. Mientras que la aguja del fonógrafo físicamente vibra con las variaciones en los surcos del disco, y esas vibraciones son convertidas por un transductor mecánico en una señal eléctrica, la aguja del CED normalmente no vibra y solo se desplaza para tantear los surcos del CED, de forma que la señal obtenida sea nativamente eléctrica. Este sofisticado sistema, combinado con una velocidad de rotación superior, es necesario para habilitar la codificación de señales de video con un ancho de banda de unos cuantos megahercios, comparados con el máximo de 20 kilohercios de una señal de audio (una diferencia de dos órdenes de magnitud). 
Para mantener una fuerza de tanteo en extremo ligera, el brazo de la aguja está rodeado de bobinas con deflexión sensible, un circuito en el reproductor responde a las señales de esas bobinas moviendo la cabeza portadora de la aguja por pasos mientras el surco conduce la aguja a través del disco. Otras bobinas son utilizadas para desviar la aguja, para realizar un ajuste de tanteo fino. Este sistema es muy similar a los que usan los reproductores de Compact Disc para seguir la pista espiral, donde un servomotor mueve el lector óptico por pasos para rastreo grueso y un juego de bobinas inclina la lente del láser para el rastreo fino, ambos guiados por un sensor óptico, algo similar al sistema de lectura usado por la aguja del CED. Para el reproductor CED, esta disposición de tanteo tiene el beneficio adicional de que el ángulo de arrastre de la aguja se mantenga uniformemente tangente al surco
Solo con estas diferencias relativas al disco convencional de vinilo se puede lograr que el soporte pueda contener un número mayor de surcos y extender la duración del contenido de los mismos, así como la vida útil del propio disco. 
El disco es almacenado dentro de un estuche, del que es extraído por el reproductor cuando este es cargado. Está rodeado en el filo exterior por un arillo de plástico que de hecho es de sección cuadrada, como una moldura recta, que se extiende hacia afuera, y se encaja con el estuche. Cuando una persona inserta en el reproductor un estuche con un disco, el reproductor toma la montura y ambos, el disco y la montura, se quedan dentro del reproductor mientras el usuario extrae el estuche. Los filos internos del estuche tienen tiras afelpadas para quitar polvo y otros desechos que pudieran estar en el disco cuando este es extraído. Una vez que el estuche es retirado por el usuario, el reproductor baja el disco hasta el plato giratorio; la montura también es bajada. Para comenzar la reproducción del disco, el reproductor hace girar el disco y mueve la aguja sobre la superficie del disco.
Cuando el botón de parada (Stop) es presionado, la aguja es levantada del disco y regresa a su área de reposo, y el disco y la montura son levantados para alinearse con la ranura del cartucho. Cuando está listo, la ranura es desbloqueada, y el estuche puede ser retirado una vez que el disco está en el estuche de vuelta.